# Charli xcx/Diskografie
Diese Diskografie ist eine Übersicht über die musikalischen Werke der britischen Sängerin Charli xcx. Den Quellenangaben und Schallplattenauszeichnungen zufolge verkaufte sie bisher mehr als 60,6 Millionen Tonträger, davon alleine in ihrer Heimat über 14,6 Millionen. Ihre erfolgreichste Veröffentlichung ist die Autorenbeteiligung Señorita mit über 16,1 Millionen verkauften Einheiten.

## Alben

### Studioalben
| Jahr | Titel Musiklabel                         | Höchstplatzierung, Gesamtwochen, AuszeichnungChartplatzierungen (Jahr, Titel, Musiklabel, Platzierungen, Wochen, Auszeichnungen, Anmerkungen) | Höchstplatzierung, Gesamtwochen, AuszeichnungChartplatzierungen (Jahr, Titel, Musiklabel, Platzierungen, Wochen, Auszeichnungen, Anmerkungen) | Höchstplatzierung, Gesamtwochen, AuszeichnungChartplatzierungen (Jahr, Titel, Musiklabel, Platzierungen, Wochen, Auszeichnungen, Anmerkungen) | Höchstplatzierung, Gesamtwochen, AuszeichnungChartplatzierungen (Jahr, Titel, Musiklabel, Platzierungen, Wochen, Auszeichnungen, Anmerkungen) | Höchstplatzierung, Gesamtwochen, AuszeichnungChartplatzierungen (Jahr, Titel, Musiklabel, Platzierungen, Wochen, Auszeichnungen, Anmerkungen) | Anmerkungen                                            |
| Jahr | Titel Musiklabel                         | DE | AT | CH | UK | US | Anmerkungen                                            |
| ---- | ---------------------------------------- | --- | --- | --- | --- | --- | ------------------------------------------------------ |
| 2008 | 14 Selbstverlag (Orgy)                   | — | — | — | — | — | Erstveröffentlichung: 2008                             |
| 2013 | True Romance Asylum Records (WMG)        | — | — | — | UK85 (1 Wo.)UK | — | Erstveröffentlichung: 12. April 2013                   |
| 2014 | Sucker Asylum Records (WMG)              | DE57 (1 Wo.)DE | AT44 (2 Wo.)AT | CH33 (2 Wo.)CH | UK15 (6 Wo.)UK | US28 (8 Wo.)US | Erstveröffentlichung: 15. Dezember 2014                |
| 2019 | Charli Asylum Records (WMG)              | DE91 (1 Wo.)DE | AT73 (1 Wo.)AT | CH54 (1 Wo.)CH | UK14 (2 Wo.)UK | US42 (1 Wo.)US | Erstveröffentlichung: 13. September 2019               |
| 2020 | How I’m Feeling Now Asylum Records (WMG) | DE100 (1 Wo.)DE | — | — | UK33 (1 Wo.)UK | US111 (1 Wo.)US | Erstveröffentlichung: 15. Mai 2020                     |
| 2022 | Crash Asylum Records (WMG)               | DE19 (1 Wo.)DE | AT9 (2 Wo.)AT | CH19 (1 Wo.)CH | UK1 Silber · (4 Wo.)UK | US7 (3 Wo.)US | Erstveröffentlichung: 18. März 2022 Verkäufe: + 60.000 |
| 2024 | Brat Atlantic Records (WMG)              | DE5 (… Wo.)DE | AT5 (… Wo.)AT | CH7 (… Wo.)CH | UK1 Platin · (… Wo.)UK | US3 (… Wo.)US | Erstveröffentlichung: 7. Juni 2024 Verkäufe: + 563.500 |

### Livealben
| Jahr | Titel Musiklabel              | Anmerkungen                                                                       |
| ---- | ----------------------------- | --------------------------------------------------------------------------------- |
| 2020 | Live from Austin Selbstverlag | Erstveröffentlichung: 10. Juli 2020 exklusiv über Tidal und Deezer veröffentlicht |

### Remixalben
| Jahr | Titel Musiklabel                                                              | Höchstplatzierung, Gesamtwochen, AuszeichnungChartplatzierungen (Jahr, Titel, Musiklabel, Platzierungen, Wochen, Auszeichnungen, Anmerkungen) | Höchstplatzierung, Gesamtwochen, AuszeichnungChartplatzierungen (Jahr, Titel, Musiklabel, Platzierungen, Wochen, Auszeichnungen, Anmerkungen) | Höchstplatzierung, Gesamtwochen, AuszeichnungChartplatzierungen (Jahr, Titel, Musiklabel, Platzierungen, Wochen, Auszeichnungen, Anmerkungen) | Höchstplatzierung, Gesamtwochen, AuszeichnungChartplatzierungen (Jahr, Titel, Musiklabel, Platzierungen, Wochen, Auszeichnungen, Anmerkungen) | Höchstplatzierung, Gesamtwochen, AuszeichnungChartplatzierungen (Jahr, Titel, Musiklabel, Platzierungen, Wochen, Auszeichnungen, Anmerkungen) | Anmerkungen                            |
| Jahr | Titel Musiklabel                                                              | DE | AT | CH | UK | US | Anmerkungen                            |
| ---- | ----------------------------------------------------------------------------- | --- | --- | --- | --- | --- | -------------------------------------- |
| 2024 | Brat and It’s Completely Different but Also Still Brat Atlantic Records (WMG) | DE— aDE | AT— aAT | CH— aCH | UK40 (… Wo.)UK | US— aUS | Erstveröffentlichung: 11. Oktober 2024 |

### Mixtapes
| Jahr | Titel Musiklabel                               | Höchstplatzierung, Gesamtwochen, AuszeichnungChartplatzierungen (Jahr, Titel, Musiklabel, Platzierungen, Wochen, Auszeichnungen, Anmerkungen) | Höchstplatzierung, Gesamtwochen, AuszeichnungChartplatzierungen (Jahr, Titel, Musiklabel, Platzierungen, Wochen, Auszeichnungen, Anmerkungen) | Höchstplatzierung, Gesamtwochen, AuszeichnungChartplatzierungen (Jahr, Titel, Musiklabel, Platzierungen, Wochen, Auszeichnungen, Anmerkungen) | Höchstplatzierung, Gesamtwochen, AuszeichnungChartplatzierungen (Jahr, Titel, Musiklabel, Platzierungen, Wochen, Auszeichnungen, Anmerkungen) | Höchstplatzierung, Gesamtwochen, AuszeichnungChartplatzierungen (Jahr, Titel, Musiklabel, Platzierungen, Wochen, Auszeichnungen, Anmerkungen) | Anmerkungen                             |
| Jahr | Titel Musiklabel                               | DE | AT | CH | UK | US | Anmerkungen                             |
| ---- | ---------------------------------------------- | --- | --- | --- | --- | --- | --------------------------------------- |
| 2012 | Heartbreaks and Earthquakes Warner Music (WMG) | — | — | — | — | — | Erstveröffentlichung: 12. Juni 2012     |
| 2012 | Super Ultra Warner Music (WMG)                 | — | — | — | — | — | Erstveröffentlichung: 7. November 2012  |
| 2017 | Number 1 Angel Asylum Records (WMG)            | — | — | — | UK37 (… Wo.)UK | US175 (2 Wo.)US | Erstveröffentlichung: 10. März 2017     |
| 2017 | Pop 2 Asylum Records (WMG)                     | DE78 (1 Wo.)DE | — | — | — | — | Erstveröffentlichung: 15. Dezember 2017 |

### EPs
| Jahr | Titel Musiklabel                                | Anmerkungen                              |
| ---- | ----------------------------------------------- | ---------------------------------------- |
| 2012 | iTunes Festival: London 2012 Warner Music (WMG) | Erstveröffentlichung: 10. September 2012 |
| 2012 | You’re the One Asylum Records (WMG)             | Erstveröffentlichung: 28. September 2012 |
| 2015 | Spotify Sessions Asylum Records (WMG)           | Erstveröffentlichung: 5. Juni 2015       |
| 2016 | Vroom Vroom Asylum Records (WMG)                | Erstveröffentlichung: 26. Februar 2016   |

## Singles

### Als Leadmusikerin
| Jahr | Titel Album                                                                       | Höchstplatzierung, Gesamtwochen, AuszeichnungChartplatzierungen (Jahr, Titel, Album, Platzierungen, Wochen, Auszeichnungen, Anmerkungen) | Höchstplatzierung, Gesamtwochen, AuszeichnungChartplatzierungen (Jahr, Titel, Album, Platzierungen, Wochen, Auszeichnungen, Anmerkungen) | Höchstplatzierung, Gesamtwochen, AuszeichnungChartplatzierungen (Jahr, Titel, Album, Platzierungen, Wochen, Auszeichnungen, Anmerkungen) | Höchstplatzierung, Gesamtwochen, AuszeichnungChartplatzierungen (Jahr, Titel, Album, Platzierungen, Wochen, Auszeichnungen, Anmerkungen) | Höchstplatzierung, Gesamtwochen, AuszeichnungChartplatzierungen (Jahr, Titel, Album, Platzierungen, Wochen, Auszeichnungen, Anmerkungen) | Anmerkungen                                                                                |
| Jahr | Titel Album                                                                       | DE | AT | CH | UK | US | Anmerkungen                                                                                |
| --- | --------------------------------------------------------------------------------- | --- | --- | --- | --- | --- | ------------------------------------------------------------------------------------------ |
| 2008 | !Franchesckaar! 14                                                                | — | — | — | — | — | Erstveröffentlichung: 18. August 2008                                                      |
| 2008 | Emelline / Art Bitch –                                                            | — | — | — | — | — | Erstveröffentlichung: 17. November 2008                                                    |
| 2011 | Stay Away True Romance                                                            | — | — | — | — | — | Erstveröffentlichung: 15. Mai 2011                                                         |
| 2011 | End of the World Open Your Eyes                                                   | — | — | — | — | — | Erstveröffentlichung: 20. November 2011 mit Alex Metric                                    |
| 2011 | Nuclear Seasons True Romance                                                      | — | — | — | — | — | Erstveröffentlichung: 20. November 2011                                                    |
| 2012 | You’re the One True Romance                                                       | — | — | — | — | — | Erstveröffentlichung: 14. Juni 2012                                                        |
| 2013 | You (Ha Ha Ha) True Romance                                                       | — | — | — | — | — | Erstveröffentlichung: 8. Februar 2013                                                      |
| 2013 | What I Like True Romance                                                          | — | — | — | — | — | Erstveröffentlichung: 15. April 2013                                                       |
| 2013 | SuperLove –                                                                       | — | — | — | UK62 (1 Wo.)UK | — | Erstveröffentlichung: 2. Dezember 2013                                                     |
| 2014 | Boom Clap Sucker                                                                  | DE36 Gold · (22 Wo.)DE | AT26 (19 Wo.)AT | CH33 (12 Wo.)CH | UK6 Platin · (26 Wo.)UK | US8 ×3Dreifachplatin · (25 Wo.)US | Erstveröffentlichung: 17. Juni 2014 Verkäufe: + 4.551.000                                  |
| 2014 | Break the Rules Sucker                                                            | DE4 Gold · (17 Wo.)DE | AT6 (16 Wo.)AT | CH13 (12 Wo.)CH | UK35 Silber · (3 Wo.)UK | US91 Gold · (3 Wo.)US | Erstveröffentlichung: 26. August 2014 Verkäufe: + 1.045.400                                |
| 2015 | Doing It Sucker                                                                   | — | — | — | UK8 Silber · (11 Wo.)UK | — | Erstveröffentlichung: 6. Februar 2015 Verkäufe: + 200.000; feat. Rita Ora                  |
| 2015 | Famous Sucker                                                                     | — | — | — | — | — | Erstveröffentlichung: 10. Mai 2015                                                         |
| 2016 | After the Afterparty –                                                            | — | — | — | UK29 Gold · (16 Wo.)UK | — | Erstveröffentlichung: 28. Oktober 2016 Verkäufe: + 470.000; feat. Lil Yachty               |
| 2017 | Boys –                                                                            | — | — | — | UK31 Silber · (9 Wo.)UK | US— GoldUS | Erstveröffentlichung: 26. Juli 2017 Verkäufe: + 740.000                                    |
| 2017 | Out of My Head Pop 2                                                              | — | — | — | — | — | Erstveröffentlichung: 7. Dezember 2017 feat. Tove Lo & Alma                                |
| 2018 | 5 in the Morning –                                                                | — | — | — | — | — | Erstveröffentlichung: 31. Mai 2018                                                         |
| 2018 | Focus / No Angel –                                                                | — | — | — | — | — | Erstveröffentlichung: 29. Juni 2018                                                        |
| 2018 | Girls Night Out –                                                                 | — | — | — | — | — | Erstveröffentlichung: 27. Juli 2018                                                        |
| 2018 | 1999 Charli                                                                       | — | — | — | UK13 Platin · (15 Wo.)UK | — | Erstveröffentlichung: 5. Oktober 2018 Verkäufe: + 899.000; mit Troye Sivan                 |
| 2019 | Blame It on Your Love Charli                                                      | — | — | — | UK70 (3 Wo.)UK | — | Erstveröffentlichung: 15. Mai 2019 Verkäufe: + 40.000; feat. Lizzo                         |
| 2019 | Dream Glow BTS World: Original Soundtrack                                         | — | — | CH89 (1 Wo.)CH | UK61 (1 Wo.)UK | — | Erstveröffentlichung: 7. Juni 2019 mit BTS                                                 |
| 2019 | Gone Charli                                                                       | — | — | — | UK58 (2 Wo.)UK | — | Erstveröffentlichung: 17. Juli 2019 mit Christine and the Queens                           |
| 2019 | Flash Pose 111                                                                    | — | — | — | — | — | Erstveröffentlichung: 25. Juli 2019 Verkäufe: + 160.000; mit Pabllo Vittar                 |
| 2019 | Click (No Boys Remix) –                                                           | — | — | — | — | — | Erstveröffentlichung: 11. Oktober 2019 feat. Kim Petras & Slayyyter                        |
| 2019 | White Mercedes Charli                                                             | — | — | — | — | — | Erstveröffentlichung: 23. Oktober 2019                                                     |
| 2019 | Porsche Pop 2                                                                     | — | — | — | — | — | Erstveröffentlichung: 31. Oktober 2019 feat. MØ                                            |
| 2019 | Bricks –                                                                          | — | — | — | — | — | Erstveröffentlichung: 12. Dezember 2019 mit Tommy Genesis                                  |
| 2020 | Forever How I’m Feeling Now                                                       | — | — | — | — | — | Erstveröffentlichung: 9. April 2020                                                        |
| 2020 | Claws How I’m Feeling Now                                                         | — | — | — | — | — | Erstveröffentlichung: 23. April 2020                                                       |
| 2020 | I Finally Understand How I’m Feeling Now                                          | — | — | — | — | — | Erstveröffentlichung: 7. Mai 2020                                                          |
| 2021 | Spinning –                                                                        | — | — | — | UK94 (1 Wo.)UK | — | Erstveröffentlichung: 5. März 2021 mit No Rome & The 1975                                  |
| 2021 | Xcxoplex Apple vs. 7G                                                             | — | — | — | — | — | Erstveröffentlichung: 3. September 2021 mit A.G. Cook                                      |
| 2021 | Good Ones Crash                                                                   | — | — | — | UK44 Silber · (8 Wo.)UK | — | Erstveröffentlichung: 3. September 2021 Verkäufe: + 240.000                                |
| 2021 | New Shapes Crash                                                                  | — | — | — | — | — | Erstveröffentlichung: 3. September 2021 feat. Christine and the Queens & Caroline Polachek |
| 2022 | Beg for You Crash                                                                 | — | — | — | UK24 Silber · (11 Wo.)UK | — | Erstveröffentlichung: 27. Januar 2022 Verkäufe: + 240.000; feat. Rina Sawayama             |
| 2022 | Baby Crash                                                                        | — | — | — | — | — | Erstveröffentlichung: 1. März 2022                                                         |
| 2022 | Used to Know Me Crash                                                             | — | — | — | UK70 (1 Wo.)UK | — | Erstveröffentlichung: 15. April 2022                                                       |
| 2022 | Hot Girl Bodies Bodies Bodies (O.S.T.)                                            | — | — | — | — | — | Erstveröffentlichung: 26. Juli 2022                                                        |
| 2023 | Speed Drive Barbie: The Album                                                     | DE82 (3 Wo.)DE | AT47 (3 Wo.)AT | CH89 (3 Wo.)CH | UK9 Gold · (15 Wo.)UK | US73 (5 Wo.)US | Erstveröffentlichung: 30. Juni 2023 Verkäufe: + 465.000                                    |
| 2023 | In the City –                                                                     | DE— bDE | — | — | UK41 (3 Wo.)UK | — | Erstveröffentlichung: 19. Oktober 2023 feat. Sam Smith                                     |
| 2024 | Von Dutch Brat                                                                    | — | — | — | UK26 Platin · (9 Wo.)UK | — | Erstveröffentlichung: 29. Februar 2024 Verkäufe: + 750.000                                 |
| 2024 | Club Classics Brat                                                                | — | — | — | UK30 (1 Wo.)UK | — | Erstveröffentlichung: 3. April 2024 Verkäufe: + 40.000                                     |
| 2024 | B2b Brat                                                                          | — | — | — | UK— SilberUK | — | Erstveröffentlichung: 3. April 2024 Verkäufe: + 240.000                                    |
| 2024 | 360 Brat                                                                          | DE— cDE | — | — | UK11 Platin · (22 Wo.)UK | US41 (20 Wo.)US | Erstveröffentlichung: 10. Mai 2024 Verkäufe: + 855.000                                     |
| 2024 | Girl, So Confusing (Remix) Brat and It’s Completely Different but Also Still Brat | — | — | — | — | US63 (2 Wo.)US | Erstveröffentlichung: 21. Juni 2024 feat. Lorde                                            |
| 2024 | Guess Brat and It’s Completely Different but Also Still Brat                      | DE14 (8 Wo.)DE | AT3 Gold · (9 Wo.)AT | CH5 (10 Wo.)CH | UK1 Platin · (25 Wo.)UK | US12 (13 Wo.)US | Erstveröffentlichung: 1. August 2024 Verkäufe: + 1.125.000; feat. Billie Eilish            |
| 2024 | Talk Talk Brat and It’s Completely Different but Also Still Brat                  | — | — | — | UK24 Silber · (8 Wo.)UK | US74 (1 Wo.)US | Erstveröffentlichung: 13. September 2024 Verkäufe: + 200.000; feat. Troye Sivan            |
| Folgende Lieder erschienen nicht als Single, wurden aber durch das Album zum Download und Streaming bereitgestellt und konnten somit eine Platzierung erlangen: |                                                                                   | | | | | |                                                                                            |
| |                                                                                   | | | | | |                                                                                            |
| 2024 | Talk Talk Brat                                                                    | — | — | — | UK47 (4 Wo.)UK | — | Charteinstieg: 20. Juni 2024 Verkäufe: + 40.000                                            |
| 2024 | Sympathy Is a Knife Brat                                                          | — | — | — | UK56 (2 Wo.)UK | — | Charteinstieg: 20. Juni 2024 Verkäufe: + 40.000                                            |
| 2024 | Girl, So Confusing Brat                                                           | — | — | — | UK28 Silber · (12 Wo.)UK | — | Charteinstieg: 4. Juli 2024 Verkäufe: + 280.000                                            |
| 2024 | Apple Brat                                                                        | DE— dDE | AT74 (1 Wo.)AT | CH93 (2 Wo.)CH | UK8 Platin · (18 Wo.)UK | US51 (20 Wo.)US | Charteinstieg: 18. Juli 2024 Verkäufe: + 755.000                                           |
| 2024 | 365 Brat                                                                          | — | — | — | UK63 Silber · (8 Wo.)UK | — | Charteinstieg: 8. August 2024 Verkäufe: + 240.000                                          |
| 2024 | Sympathy Is a Knife Brat and It’s Completely Different but Also Still Brat        | DE70 (1 Wo.)DE | AT49 (1 Wo.)AT | CH91 (1 Wo.)CH | UK7 Silber · (15 Wo.)UK | US36 (2 Wo.)US | Charteinstieg: 18. Oktober 2024 Verkäufe: + 200.000; feat. Ariana Grande                   |
| 2025 | Party 4 U How I’m Feeling Now                                                     | — | — | — | UK19 Silber · (… Wo.)UK | US55 (… Wo.)US | Charteinstieg: 1. Mai 2025 Verkäufe: + 295.000                                             |

### Als Gastmusikerin
| Jahr | Titel Album                        | Höchstplatzierung, Gesamtwochen, AuszeichnungChartplatzierungen (Jahr, Titel, Album, Platzierungen, Wochen, Auszeichnungen, Anmerkungen) | Höchstplatzierung, Gesamtwochen, AuszeichnungChartplatzierungen (Jahr, Titel, Album, Platzierungen, Wochen, Auszeichnungen, Anmerkungen) | Höchstplatzierung, Gesamtwochen, AuszeichnungChartplatzierungen (Jahr, Titel, Album, Platzierungen, Wochen, Auszeichnungen, Anmerkungen) | Höchstplatzierung, Gesamtwochen, AuszeichnungChartplatzierungen (Jahr, Titel, Album, Platzierungen, Wochen, Auszeichnungen, Anmerkungen) | Höchstplatzierung, Gesamtwochen, AuszeichnungChartplatzierungen (Jahr, Titel, Album, Platzierungen, Wochen, Auszeichnungen, Anmerkungen) | Anmerkungen |
| Jahr | Titel Album                        | DE | AT | CH | UK | US | Anmerkungen |
| ---- | ---------------------------------- | --- | --- | --- | --- | --- | --- |
| 2011 | Lost in Space Space Traitor Vol. 2 | — | — | — | — | — | Erstveröffentlichung: 20. Juni 2011 Starkey feat. Charli XCX                                                         |
| 2012 | I Love It This Is … Icona Pop      | DE3 ×3Dreifachgold · (46 Wo.)DE | AT3 Platin · (39 Wo.)AT | CH10 Platin · (45 Wo.)CH | UK1 ×2Doppelplatin · (20 Wo.)UK | US7 ×5Fünffachplatin · (29 Wo.)US | Erstveröffentlichung: 9. Mai 2012 Verkäufe: + 8.777.100; Icona Pop feat. Charli XCX                                  |
| 2013 | Illusions Of Double Denim Vol. 1   | — | — | — | — | — | Erstveröffentlichung: 9. August 2013 J£zus Million feat. Charli XCX                                                  |
| 2014 | Fancy The New Classic              | DE51 Gold · (19 Wo.)DE | AT46 (16 Wo.)AT | CH47 (12 Wo.)CH | UK5 ×2Doppelplatin · (39 Wo.)UK | US1 ×9Neunfachplatin · (39 Wo.)US | Erstveröffentlichung: 17. Februar 2014 Verkäufe: + 11.566.000; Iggy Azalea feat. Charli XCX                          |
| 2015 | Drop That Kitty –                  | — | — | — | — | — | Erstveröffentlichung: 17. Februar 2015 Ty Dolla $ign feat. Charli XCX & Tinashe                                      |
| 2015 | Hand in the Fire All Wet           | — | — | — | — | — | Erstveröffentlichung: 11. Dezember 2015 Mr. Oizo feat. Charli XCX                                                    |
| 2017 | Crazy Crazy Digital Native         | — | — | — | — | — | Erstveröffentlichung: 18. Januar 2017 Yasutaka Nakata feat. Charli XCX                                               |
| 2017 | 1 Night Mura Masa                  | — | — | — | — | — | Erstveröffentlichung: 17. März 2017 Mura Masa feat. Charli XCX                                                       |
| 2017 | Love Gang –                        | — | — | — | — | — | Erstveröffentlichung: 27. April 2017 Whethan feat. Charli XCX                                                        |
| 2017 | Dirty Sexy Money 7                 | DE46 (4 Wo.)DE | AT46 (2 Wo.)AT | CH52 (4 Wo.)CH | UK35 Silber · (12 Wo.)UK | — | Erstveröffentlichung: 2. November 2017 Verkäufe: + 366.666 David Guetta & Afrojack feat. Charli XCX & French Montana |
| 2018 | Girls Phoenix                      | DE69 (9 Wo.)DE | AT62 (3 Wo.)AT | CH54 (3 Wo.)CH | UK22 Gold · (10 Wo.)UK | — | Erstveröffentlichung: 11. Mai 2018 Verkäufe: + 555.000 Rita Ora feat. Cardi B, Bebe Rexha & Charli XCX               |
| 2018 | Bitches Blue Lips                  | — | — | — | — | — | Erstveröffentlichung: 7. Juni 2018 Tove Lo feat. Charli XCX, Icona Pop, Elliphant & Alma                             |
| 2019 | Spicy –                            | — | — | — | — | — | Erstveröffentlichung: 30. Mai 2019 Herve Pagez feat. Diplo & Charli XCX                                              |
| 2019 | XXXTC Sexorcism                    | — | — | — | — | — | Erstveröffentlichung: 2. Juli 2019 Brooke Candy feat. Charli XCX & Maliibu Miitch                                    |
| 2020 | Ringtone (Remix) –                 | — | — | — | — | — | Erstveröffentlichung: 24. Februar 2020 100 gecs feat. Charli XCX, Rico Nasty & Kero Kero Bonito                      |
| 2021 | Drama (Remix) –                    | — | — | — | — | — | Erstveröffentlichung: 2021 Bladee and Mechatok feat. Charli XCX                                                      |
| 2021 | Out Out –                          | DE20 Gold · (27 Wo.)DE | AT35 Platin · (13 Wo.)AT | CH32 Platin · (22 Wo.)CH | UK6 Platin · (22 Wo.)UK | US— GoldUS | Erstveröffentlichung: 13. August 2021 Verkäufe: + 2.268.000 Joel Corry & Jax Jones feat. Charli XCX & Saweetie       |
| 2022 | Hot in It Drive                    | DE76 (8 Wo.)DE | — | — | UK24 Gold · (12 Wo.)UK | — | Erstveröffentlichung: 1. Juli 2022 Verkäufe: + 465.000; Tiësto feat. Charli XCX                                      |

## Autorenbeteiligungen
Charli xcx als Autorin in den Charts

| Jahr | Titel Interpretation                      | Höchstplatzierung, Gesamtwochen, AuszeichnungChartplatzierungen (Jahr, Titel, Interpretation, Platzierungen, Wochen, Auszeichnungen, Anmerkungen) | Höchstplatzierung, Gesamtwochen, AuszeichnungChartplatzierungen (Jahr, Titel, Interpretation, Platzierungen, Wochen, Auszeichnungen, Anmerkungen) | Höchstplatzierung, Gesamtwochen, AuszeichnungChartplatzierungen (Jahr, Titel, Interpretation, Platzierungen, Wochen, Auszeichnungen, Anmerkungen) | Höchstplatzierung, Gesamtwochen, AuszeichnungChartplatzierungen (Jahr, Titel, Interpretation, Platzierungen, Wochen, Auszeichnungen, Anmerkungen) | Höchstplatzierung, Gesamtwochen, AuszeichnungChartplatzierungen (Jahr, Titel, Interpretation, Platzierungen, Wochen, Auszeichnungen, Anmerkungen) | Anmerkungen                                                   |
| Jahr | Titel Interpretation                      | DE | AT | CH | UK | US | Anmerkungen                                                   |
| ---- | ----------------------------------------- | --- | --- | --- | --- | --- | ------------------------------------------------------------- |
| 2014 | When I Find Love Again James Blunt        | DE78 (10 Wo.)DE | AT44 (4 Wo.)AT | CH59 (2 Wo.)CH | UK78 (1 Wo.)UK | — | Erstveröffentlichung: 16. September 2014                      |
| 2014 | Beg for It Iggy Azalea feat. MØ           | — | — | — | — | US27 Platin · (16 Wo.)US | Erstveröffentlichung: 24. Oktober 2014 Verkäufe: + 1.000.000  |
| 2015 | Same Old Love Selena Gomez                | DE56 Gold · (19 Wo.)DE | AT66 Gold · (5 Wo.)AT | CH47 (21 Wo.)CH | UK81 Gold · (6 Wo.)UK | US5 ×3Dreifachplatin · (28 Wo.)US | Erstveröffentlichung: 9. September 2015 Verkäufe: + 4.580.000 |
| 2016 | Boys & Girls Will.i.am feat. Pia Mia      | DE39 (6 Wo.)DE | — | — | UK21 Silber · (12 Wo.)UK | — | Erstveröffentlichung: 8. April 2016 Verkäufe: + 200.000       |
| 2017 | OMG Camila Cabello feat. Quavo            | — | — | — | UK67 (1 Wo.)UK | US81 (1 Wo.)US | Erstveröffentlichung: 3. August 2017 Verkäufe: + 185.000      |
| 2017 | Phases Alma feat. French Montana          | — | — | CH97 (1 Wo.)CH | UK88 (3 Wo.)UK | — | Erstveröffentlichung: 22. September 2017                      |
| 2018 | Hurts Like Hell Madison Beer feat. Offset | — | AT73 (1 Wo.)AT | — | — | US— GoldUS | Erstveröffentlichung: 9. November 2018 Verkäufe: + 615.000    |
| 2019 | Señorita Shawn Mendes & Camila Cabello    | DE1 ×3Dreifachgold · (40 Wo.)DE | AT1 ×4Vierfachplatin · (40 Wo.)AT | CH1 (60 Wo.)CH | UK1 ×3Dreifachplatin · (40 Wo.)UK | US1 ×5Fünffachplatin · (37 Wo.)US | Erstveröffentlichung: 21. Juni 2019 Verkäufe: + 16.100.000    |
| 2021 | You for Me Sigala & Rita Ora              | — | — | — | UK23 Silber · (13 Wo.)UK | — | Erstveröffentlichung: 2. Juli 2021 Verkäufe: + 240.000        |

## Statistik

### Chartauswertung
|                     | DE    | AT    | CH    | UK    | US    |
| ------------------- | ----- | ----- | ----- | ----- | ----- |
| Nummer-eins-Alben   | DE—DE | AT—AT | CH—CH | UK2UK | US—US |
| Top-10-Alben        | DE1DE | AT2AT | CH1CH | UK2UK | US2US |
| Alben in den Charts | DE6DE | AT4AT | CH4CH | UK8UK | US6US |

|                       | DE     | AT    | CH     | UK     | US    |
| --------------------- | ------ | ----- | ------ | ------ | ----- |
| Nummer-eins-Singles   | DE—DE  | AT—AT | CH—CH  | UK2UK  | US1US |
| Top-10-Singles        | DE2DE  | AT2AT | CH2CH  | UK9UK  | US3US |
| Singles in den Charts | DE11DE | AT9AT | CH12CH | UK33UK | US8US |

Autorenbeteiligungen
|                       | DE    | AT    | CH    | UK    | US    |
| --------------------- | ----- | ----- | ----- | ----- | ----- |
| Nummer-eins-Singles   | DE1DE | AT1AT | CH1CH | UK1UK | US1US |
| Top-10-Singles        | DE1DE | AT1AT | CH1CH | UK1UK | US2US |
| Singles in den Charts | DE4DE | AT4AT | CH4CH | UK6UK | US8US |

### Auszeichnungen für Musikverkäufe
| Land/RegionAuszeichnungen für Musikverkäufe (Land/Region, Auszeichnungen, Verkäufe, Quellen) | Silber       | Gold       | Platin         | Diamant       | Verkäufe   | Quellen                 |
| -------------------------------------------------------------------------------------------- | ------------ | ---------- | -------------- | ------------- | ---------- | ----------------------- |
| Australien (ARIA)                                                                            | —            | 6× Gold6   | 32× Platin32   | —             | 2.450.000  | aria.com.au             |
| Belgien (BRMA)                                                                               | —            | 2× Gold2   | 3× Platin3     | —             | 155.000    | ultratop.be             |
| Brasilien (PMB)                                                                              | —            | —          | 5× Platin5     | 10× Diamant10 | 2.020.000  | pro-musicabr.org.br     |
| Dänemark (IFPI)                                                                              | —            | 5× Gold5   | 7× Platin7     | —             | 640.000    | ifpi.dk                 |
| Deutschland (BVMI)                                                                           | —            | 7× Gold7   | Platin1        | —             | 1.700.000  | musikindustrie.de       |
| Frankreich (SNEP)                                                                            | —            | 4× Gold4   | —              | Diamant1      | 729.999    | snepmusique.com         |
| Italien (FIMI)                                                                               | —            | Gold1      | 10× Platin10   | —             | 595.000    | fimi.it                 |
| Japan (RIAJ)                                                                                 | —            | Gold1      | —              | —             | —          | riaj.or.jp              |
| Kanada (MC)                                                                                  | —            | 13× Gold13 | 27× Platin27   | Diamant1      | 3.526.000  | musiccanada.com         |
| Kolumbien (ASINCOL)                                                                          | —            | —          | 2× Platin2     | —             | 20.000     | Einzelnachweise         |
| Malaysia (RIM)                                                                               | —            | —          | 4× Platin4     | —             | 800.000    | Einzelnachweise         |
| Mexiko (AMPROFON)                                                                            | —            | 3× Gold3   | 2× Platin2     | Diamant1      | 510.000    | amprofon.com.mx         |
| Neuseeland (RMNZ)                                                                            | —            | 3× Gold3   | 19× Platin19   | —             | 562.500    | radioscope.co.nz NZ2    |
| Norwegen (IFPI)                                                                              | —            | Gold1      | 6× Platin6     | —             | 390.000    | ifpi.no                 |
| Österreich (IFPI)                                                                            | —            | 2× Gold2   | 6× Platin6     | —             | 210.000    | ifpi.at                 |
| Philippinen (PARI)                                                                           | —            | —          | 2× Platin2     | —             | 300.000    | Einzelnachweise         |
| Polen (ZPAV)                                                                                 | —            | 6× Gold6   | 2× Platin2     | Diamant1      | 720.000    | olis.pl                 |
| Portugal (AFP)                                                                               | —            | 4× Gold4   | 4× Platin4     | —             | 58.500     | Einzelnachweise         |
| Schweden (IFPI)                                                                              | —            | —          | 12× Platin12   | —             | 800.000    | sverigetopplistan.se    |
| Schweiz (IFPI)                                                                               | —            | —          | 2× Platin2     | —             | 50.000     | hitparade.ch            |
| Spanien (Promusicae)                                                                         | —            | 7× Gold7   | 6× Platin6     | —             | 490.000    | elportaldemusica.es ES2 |
| Südkorea (KMCA)                                                                              | —            | —          | Platin1        | —             | —          | circlechart.kr          |
| Vereinigte Staaten (RIAA)                                                                    | —            | 4× Gold4   | 26× Platin26   | —             | 28.000.000 | riaa.com                |
| Vereinigtes Königreich (BPI)                                                                 | 16× Silber16 | 3× Gold3   | 16× Platin16   | —             | 14.608.000 | bpi.co.uk               |
| Insgesamt                                                                                    | 16× Silber16 | 72× Gold72 | 195× Platin195 | 14× Diamant14 |            |                         |